# Aumance
Aumance – rzeka we Francji, przepływająca przez tereny departamentów Allier oraz Puy-de-Dôme, o długości 56,3 km. Stanowi dopływ rzeki Cher.